# Хеппойнлампи
Хе́ппойнла́мпи (фин. Heppoinlampi) — озеро на территории Лоймольского сельского поселения Суоярвского района Республики Карелия.

## Общие сведения
Площадь озера — 0,6 км². Располагается на высоте 152,8 метров над уровнем моря.
Форма озера продолговатая: вытянуто с северо-запада на юго-восток. Берега заболоченные.
Протокой соединяется с озером Лоймоланъярви.
Населённые пункты возле озера отсутствуют. Ближайший — посёлок Лоймола — расположен в 7 км к юго-востоку от озера.
Код объекта в государственном водном реестре — 01040300211102000014114.